# Louis Mbwôl-Mpasi
Louis Mbwôl-Mpasi OMI (* 11. Februar 1931 in Ipamu) ist Altbischof von Idiofa.

## Leben
Louis Mbwôl-Mpasi trat der Ordensgemeinschaft der Oblaten (OMI) bei und empfing am 26. Januar 1962 die Priesterweihe. Papst Johannes Paul II. ernannte ihn am 4. Juni 1984 zum Weihbischof in Isangi und Titularbischof von Carcabia.
Die Bischofsweihe spendete ihm der Erzbischof von Kisangani, Augustin Fataki Alueke, am 25. November desselben Jahres; Mitkonsekratoren waren Lodewijk Antoon Jansen SMM, Bischof von Isangi, und Eugène Biletsi Onim, Bischof von Idiofa.
Am 1. September 1988 wurde er zum Bischof von Isangi ernannt. Am 20. Mai 1997 wurde er zum Bischof von Idiofa ernannt. Am 31. Mai 2006 nahm Papst Benedikt XVI. sein altersbedingtes Rücktrittsgesuch an.